# Нову-Итаколоми
Нову-Итаколоми (порт. Novo Itacolomi) — муниципалитет в Бразилии, входит в штат Парана. Составная часть мезорегиона Северо-центральная часть штата Парана. Входит в экономико-статистический микрорегион Апукарана. Население составляет 2441 человек на 2006 год. Занимает площадь 162,163 км². Плотность населения — 15,1 чел./км².

## Статистика
- Валовой внутренний продукт на 2003 год составляет 28 692 395,00 реалов (данные: Бразильский институт географии и статистики).
- Валовой внутренний продукт на душу населения на 2003 год составляет 10 884,82 реалов (данные: Бразильский институт географии и статистики).
- Индекс развития человеческого потенциала на 2000 год составляет 0,706 (данные: Программа развития ООН).